# Live at Shepperton ’74
Live at Shepperton '74 – drugi album koncertowy brytyjskiej rockowej grupy Uriah Heep wydany w 1986 roku.

## Lista utworów

### Oryginalna wersja
Strona A 
1. Easy Livin' (Hensley) – 2:57
2. So Tired (Box/Byron/Hensley/Kerslake/Thain) – 3:58
3. I Won't Mind (Box/Byron/Hensley/Kerslake/Thain) – 5:41
4. Something Or Nothing (Box/Hensley/Thain) – 2:51

 Strona B 
1. Stealin' (Hensley) – 4:42
2. Love Machine (Henlsey/Byron/Box) – 2:16
3. The Easy Road (Hensley) – 2:43
4. Rock 'n' Roll Medley – 5:52

### Wersja z roku 1998
W 1998 ukazała się reedycja albumu zawierająca inną kolejność utworów oraz trzy, które ukazały się po raz pierwszy (4, 10 ,11) i jeden w innej wersji (5):
1. Easy Livin' (Hensley) – 2:57
2. So Tired (Box/Byron/Hensley/Kerslake/Thain) – 3:58
3. I Won't Mind (Box/Byron/Hensley/Kerslake/Thain) – 5:41
4. Sweet Freedom (Hensley) - 6:59
5. Something Or Nothing (Box/Hensley/Thain) – 3:21
6. The Easy Road (Hensley) – 2:43
7. Stealin' (Hensley) – 4:42
8. Love Machine (Henlsey/Byron/Box) – 2:16
9. Rock 'n' Roll Medley – 7:46
10. Out-Takes (a. The Easy Road, b. Sleazy Livin', c. Easy Livin') - 5:28
11. Stealin' (Hensley) - 6:19

## Twórcy
- David Byron – wokal
- Ken Hensley – keyboard, wokal
- Mick Box – gitara, wokal
- Gary Thain – bas, wokal
- Lee Kerslake – perkusja, wokal